# Rumba a lo desconocido
Rumba a lo desconocido es el noveno disco del dúo español de rumba-rock, Estopa. El disco fue lanzado el 2 de octubre de 2015.
Para su promoción se lanzó en junio y julio los sencillos «Pastillas para dormir» y «Nadie sabe» respectivamente. Estos dos sencillos, además, se incluyeron en un maxisencillo limitado que se regaló en concursos y preventas del LP. También en el mes de septiembre sacaron tres sencillos más: «Gafas de rosa», «Ando buscando» y «Estatua de sal»

## Lista de canciones
| N.º | Título                  | Duración |  |
| 1.  | «Nadie sabe»            | 4:02     |  |
| 2.  | «Pastillas para dormir» | 3:17     |  |
| 3.  | «Estatua de sal»        | 3:23     |  |
| 4.  | «Ando buscando»         | 4:41     |  |
| 5.  | «Gafas de rosa»         | 3:12     |  |
| 6.  | «Con el viento»         | 4:21     |  |
| 7.  | «Se me olvida la vida»  | 3:42     |  |
| 8.  | «Donde va mi alma»      | 4:06     |  |
| 9.  | «Mundo marrón»          | 3:38     |  |
| 10. | «Corona de espinas»     | 3:10     |  |
| 11. | «Tonto»                 | 3:08     |  |
| 12. | «Sin sombrero»          | 2:35     |  |

## Posicionamiento en listas
| Listas (2015)       | Mejor posición |
| ------------------- | -------------- |
| España (PROMUSICAE) | 1              |

## Certificaciones
| País   | Organismo certificador | Certificación | Ventas certificadas | Ref   |
| ------ | ---------------------- | ------------- | ------------------- | ----- |
| España | PROMUSICAE             | Platino       | 40 000              | [ 2 ] |